# Dmytro Šurov
Dmytro Ihorovyč Šurov (in ucraino Дмитро Ігорович Шуров?; Vinnycja, 31 ottobre 1981) è un cantante, compositore e attivista ucraino.
È stato giudice del talent show X-Factor ucraino per l'ottava e la nona stagione, nonché produttore musicale della selezione ucraina per l'Eurovision Song Contest 2023 e 2024.

## Biografia

### Origini e formazione
Suo padre, Ihor, è un poeta e pittore e sua madre è un'insegnante e musicista. Dmytro ha iniziato a suonare pianoforte all'età di quattro anni  e in seguito ha imparato a suonare diversi altri strumenti.
Ha studiato al liceo Auguste Renoir a Limoges, in Francia, e ha proseguito gli studi di musica in Utah, negli Stati Uniti, dove ha cantato nel coro e ha suonato nel gruppo di jazz e nell'orchestra, che ha eseguito composizioni del periodo barocco; ha suonato anche nel quartetto "Barbershop". Dopo essere tornato dagli Stati Uniti, Šurov ha fatto domanda all'Università Linguistica Nazionale di Kiev.

### Carriera artistica
Nel 2000 Dmytro Šurov ha iniziato a suonare con il gruppo Okean El'zy e ha presto raggiunto la popolarità insieme alla band. Nel 2004, Šurov insieme a un altro membro degli Okean El'zy, il bassista Jurij Chustočka ha lasciato il gruppo per unirsi al nuovo gruppo Esthetic Education.
Nel 2009, Šurov ha avviato insieme alla sorella Ol'ha Šurova il suo nuovo progetto musicale chiamato Pianoboy.
Ha composto musiche per film tra cui la commedia fantasy russa Chottabyč, per la serie televisive Servitore del popolo creata da Volodymyr Zelens'kyj, ed è portavoce della marca Yamaha in Ucraina.
Nel marzo 2012, con il suo nuovo gruppo Pianoboy ha vinto la nomination "Scoperta dell'anno" del premio Čartova djužina grazie alla canzone Ved'ma; il premio è stato istituito dalla stazione radio russa Naše radio.
Il 23 luglio 2023 Šurov ha partecipato al secondo vertice delle first ladies and gentlemen; lo scopo dell'evento è stata la discussione del futuro dell'Ucraina dopo la guerra e la raccolta fondi per l'acquisto di ambulanze. In questa occasione l'artista ucraino ha cantato con Ellie Goulding il brano Oj u luzi červona kalyna, una marcia patriottica ucraina pubblicata per la prima volta nel 1875.

### Attivismo
Nel 2016, Šurov ha partecipato a un progetto fotografico di beneficenza chiamato Щирі. Спадщина ("Sincere. Heritage") volto a raccogliere fondi per i musei ucraini.
Nel 2018, è stato coinvolto nella difesa dei diritti delle donne unendosi al movimento HeForShe. Šurov e suo figlio sono stati nominati ambasciatori del movimento in Ucraina, sulle questioni relative alla disuguaglianza di genere come la violenza domestica. Nel 2021 ha partecipato come narratore nel documentario Stereotypes do not define you dove sono apparsi tra gli altri il primo viceministro degli affari esteri dell'Ucraina Emine Džaparova e la cantante Alina Paš.
In risposta all'invasione dell'Ucraina da parte della Federazione Russa, Dmytro Šurov ha partecipato attivamente al trasporto di aiuti umanitari e all'organizzazione di concerti di beneficenza per personale militare, professionisti medici e soccorritori. Questi sforzi miravano a sostenere i bisogni urgenti delle Forze Armate dell’Ucraina (ZSU) e a raccogliere fondi per la medicina tattica. A testimonianza dei suoi significativi contributi, Šurov è stato insignito del riconoscimento dello Stato l'Ordine al merito di terza classe il 23 agosto 2022.

## Vita privata
È sposato con Olga Tarakanovs'ka dal 2002: la coppia ha un figlio, Lev Šurov, nato il 23 agosto 2003. Vive a Kiev.